# María Luisa Alvarado
María Luisa Alvarado Barrantes (31 de julio de 1955-1 de noviembre del 2024) fue una arquitecta peruana.

## Biografía
Estudió Arquitectura y Urbanismo en la Universidad Nacional de Ingeniería. Realizó una Maestría en Gestión Urbana en el Instituto de Estudios de Vivienda y Desarrollo Urbano de la Universidad Erasmo de Róterdam en Holanda.
Fue Gerente de Titulación en la Comisión de Formalización de la Propiedad Privada (COFOPRI).
El 3 de diciembre de 1999, fue designada como Viceministra de Desarrollo Regional del Ministerio de la Presidencia por el presidente Alberto Fujimori, ocupó el cargo hasta agosto de 2000.
El 3 de agosto de 2000 juramentó como Ministra de la Presidencia, cargo que ocupó hasta noviembre del mismo año, con la caída del régimen de Alberto Fujimori.
En las elecciones generales de 2001 postuló al Congreso de la República del Perú por Cambio 90-Nueva Mayoría; sin embargo, no resultó elegida.